# Palaeolama mirifica
Palaeolama mirifica es una especie de mamífero artiodáctilo extinto integrante del género Palaeolama. Este camélido habitó desde el Plioceno final al Pleistoceno final en América del Norte y Central.

## Taxonomía
Esta especie fue descrita originalmente en el año 1929 por el paleontólogo estadounidense George Gaylord Simpson, bajo la combinación científica de Tanupolama mirifica, sobre la base de materiales exhumados en el estado de Florida. En 1974, S. Webb la transfirió al género Palaeolama.
Localidad tipo
La localidad tipo referida es: “Seminole Field, Pinellas County, estado de Florida, Estados Unidos”.
Caracterización
Las características particulares que la identifican son poseer dientes mayores, presencia de P3 o P4 con el sector medial más amplio, ausencia de estilidos en M1, cara vestibular de los dientes superiores con pliegues de esmalte más agudos, lóbulos mediales de los M1-2 más amplios en la base que los lóbulos distales y largo y ancho de los molares superiores bastante similares.
Palaeolama mirifica se separa de P. weddelli por su menor tamaño y de P. major por la rara presencia de endostilos. 

## Distribución y edad atribuida
Es la única especie del género Palaeolama que habitó en América del Norte, con registros en el estado de Florida en el Pleistoceno final de Seminole Field, Pinellas County de la (Rancholabreano Tardío); en el Pleistoceno Temprano (Irvingtoniano Temprano) de Leisey Shell Pits, Hillsboroungh County y el registro con mayor antigüedad del estado, datado para el Irvingtoniano Temprano de Inglis 1C, Citrus County.
Para el estado de Texas, fue exhumada del Pleistoceno de la Formación Seymour en Knox County y en Moore Pit Local Fauna.
En el estado de Carolina del Sur fue encontrada en el Rancholabreano de Edisto Island, y en el estado de Georgia fue registrada en el Rancholabreano de Mayfair Site, Chatham County.
Fuera de Estados Unidos fue registrada en El Salvador, en el Irvingtoniano del municipio de Apopa. y en Costa Rica, en Puente de Piedra, Grecia, provincia de Alajuela, en estratos asignados a la edad mamífero del lacustre de Palmares, Irvingtoniano Temprano.